# Medalha "Pela Coragem" (Transnístria)
A Medalha "Pela Coragem" (em russo: Медаль «За отвагу») é uma condecoração estatal da República Moldava Pridnestroviana. Foi instituída pela Decreto do Presidente da República Moldava Pridnestroviana nº 138 de 28 de março de 2013 "Sobre a criação da Medalha "Pela Coragem".

## História
A medalha foi instituída pelo Decreto do Presidente da República Moldava Pridnestroviana nº 138 de 28 de março de 2013. A primeira condecoração com a medalha ocorreu em 29 de agosto de 2014, quando a honraria foi entregue ao coronel do Ministério da Defesa da República Moldava Pridnestroviana, Aleksandr Arkadievich Smetana.

## Estatuto
A medalha é concedida a militares das Forças Armadas, da Justiça, a funcionários dos órgãos de segurança do Estado e do Interior, e a outros cidadãos da República Moldava da Transnístria, assim como a cidadãos de outros Estados.
A concessão da medalha é feita por coragem e bravura pessoal demonstradas:
- no cumprimento de missões especiais voltadas à garantia da segurança do Estado da República Moldava da Transnístria;
- no cumprimento do dever militar, funcional ou civil;
- na defesa dos direitos constitucionais dos cidadãos e em outras circunstâncias envolvendo risco de vida.

A condecoração também pode ser concedida postumamente.
A medalha é usada no lado esquerdo do peito e, na presença de ordens e outras medalhas, é posicionada após a medalha Ao Defensor da Transnístria.

## Descrição

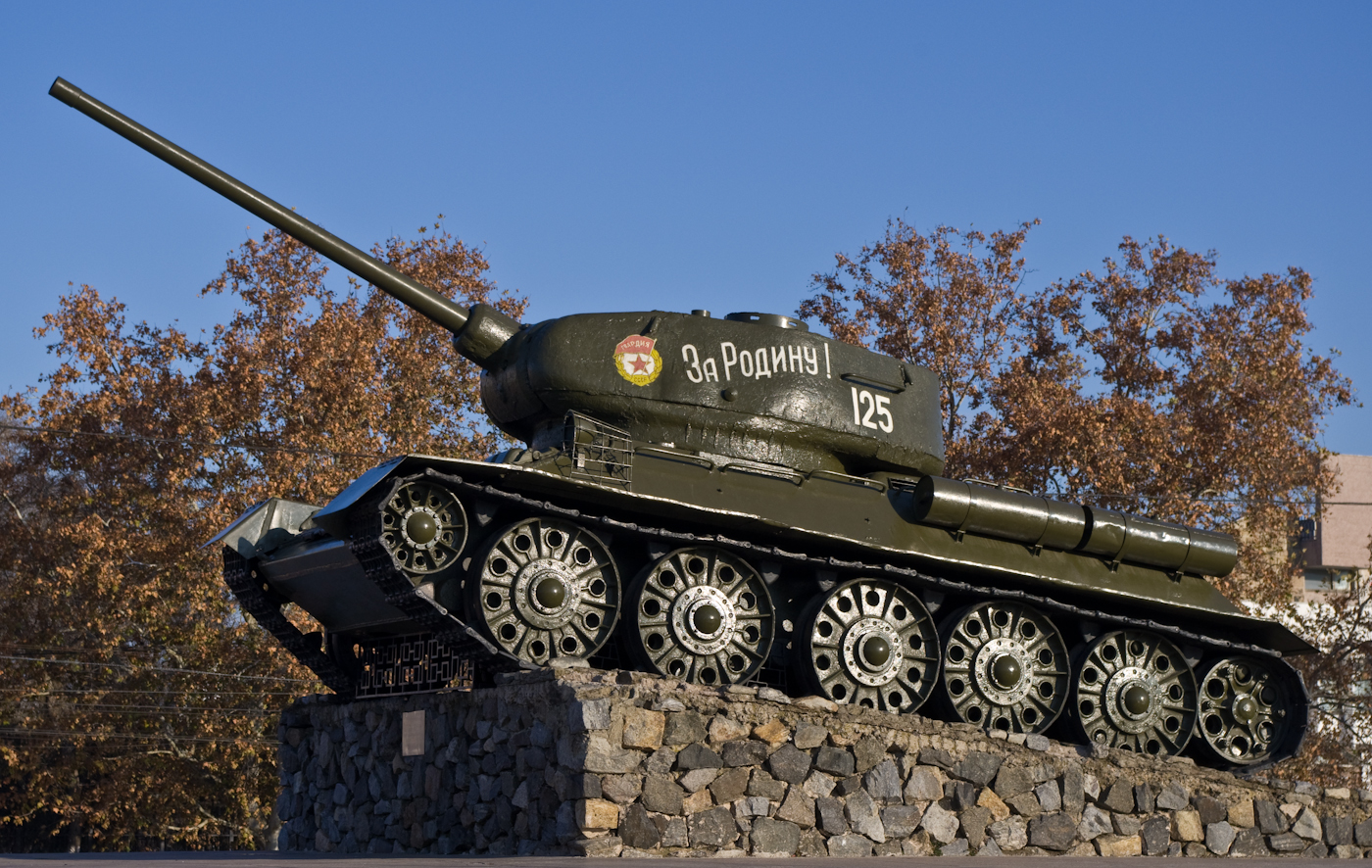
O T-34-85 no Memorial da Glória em Tiraspol, retratado no anverso da medalha

A medalha "Pela Coragem" da República Moldava Pridnestroviana foi baseada no design da condecoração soviética de mesmo nome.
A medalha é confeccionada em prata, com peso de 16,0 gramas. Tem formato circular com 32 mm de diâmetro e borda em relevo em ambos os lados.
No anverso da medalha, na parte superior, está a inscrição "PELA CORAGEM" (ЗА ОТВАГУ; ZA OTVAGU), e na parte inferior “PMR” (ПМР), com altura das letras de 5,0 mm. No centro da medalha, entre as inscrições, está representado um tanque T-34-85 sobre um pedestal (o instalado no Memorial da Glória em Tiraspol). As letras da inscrição são rebaixadas e preenchidas com esmalte vermelho semitransparente.
No reverso está a inscrição "REPÚBLICA MOLDAVA DA TRANSNÍSTRIA" (ПРИДНЕСТРОВСКАЯ МОЛДАВСКАЯ РЕСПУБЛИКА; PRIDNESTROVSKAYA MOLDAVSKAYA RESPUBLIKA), com altura das letras de 2,0 mm. No centro da medalha estão as inscrições "PÁTRIA" (РОДИНА; RODINA) “DEVER, HONRA” (ДОЛГ ЧЕСТЬ; DOLG CHEST'), com altura das letras de 4,0 mm. Na parte superior há a imagem de um ramo de palmeira, na parte inferior — um ramo de carvalho e uma fita com a imagem da bandeira nacional da República Moldava Pridnestroviana. A imagem da bandeira da RMP é colorida, de acordo com as cores originais da bandeira, e coberta com esmalte semitransparente.
A medalha é conectada, por meio de uma argola e elo, a uma base pentagonal coberta com fita moiré de seda na cor cinza, com duas faixas azuis ao longo das bordas. A largura da fita é de 24 mm, e a largura das faixas é de 2 mm.